# Рис Џејмс
Рис Џејмс (енгл. Reece James; Лондон, 8. децембар 1999) професионални је енглески фудбалер који тренутно игра у енглеској Премијер лиги за Челси и репрезентацију Енглеске на позицији десног бека.

## Биографија
Рођен је у предграђу Редбриџ у Лондону. Његова рођена сестра Лорин такође професионално игра фудбал за Челси. 

## Каријера
Џејмс се придружио Челсијуса шест година, а професионалном фудбалу се окренуо у марту 2017. Током сезоне 2017–18 играо је за млађе од 18 година како би освојили ФА омладински куп и проглашен је играчем сезоне академије. Потписао је нови четворогодишњи уговор са клубом у јуну 2018. Касније тог месеца придружио се шампионском клубу Виган Атлетик на позајмици у сезони 2018–19. У марту 2019. године изабран је у шампионски тим сезоне 2018–19. Освојио је три награде на наградама Виган Атлетика за крај сезоне, укључујући и за играча године. 
Дана 25. септембра 2019. Џејмс је дебитовао за Челси након паузе због повреде. Постигао је један гол и асистирао два у победи над Гримсби Тауном од 7–1 у трећем колу ЕФЛ купа 2019–20. Џејмс је постао најмлађи стрелац Челсија икада у УЕФА Лиги шампиона када је 5. новембра 2019. постигао четврти гол у њиховом реваншу 4: 4 у повратку са Ајаксом. Потписао је продужење уговора са Челсијем 16. јануара 2020. 
Џејмс је 14. септембра 2020. постигао свој први гол у Премијер лиги, у победи Челсија од 3: 1 против Брајтона. Џејмс је 5. децембра наступио за Челси 50. пут у свим такмичењима у клупској победи над Лидс Јунајтедом од 3: 1. 